# Заячиці
За́ячиці — село в Україні, у Локачинській селищній громаді Володимирського району Волинської області. Населення становить 459 осіб.

## Історія
У 1906 році село Хорівської волості Володимир-Волинського повіту Волинської губернії. Відстань від повітового міста 30 верст, від волості 5. Дворів 73, мешканців 399.
12 червня 2020 року, відповідно до розпорядження Кабінету Міністрів України № 708-р «Про визначення адміністративних центрів та затвердження територій територіальних громад Волинської області», увійшло до складу Локачинської селищної територіальної громади.
19 липня 2020 року, в результаті адміністративно-територіальної реформи та ліквідації  Локачинського району, село увійшло до новоутвореного Володимир-Волинського району (від 18 липня 2022 Володимирського).

## Населення
Згідно з переписом УРСР 1989 року чисельність наявного населення села становила 439 осіб, з яких 209 чоловіків та 230 жінок.
За переписом населення України 2001 року в селі мешкало 459 осіб. 100 % населення вказало своєю рідною мовою українську мову.